# Leucophenga argenteofasciata
Leucophenga argenteofasciata är en tvåvingeart som beskrevs av Kahl 1917. Leucophenga argenteofasciata ingår i släktet Leucophenga och familjen daggflugor. Inga underarter finns listade i Catalogue of Life.